# تشان واي هو
تشان واي هو (بالصينية: 陳偉豪) (24 أبريل 1982 بهونغ كونغ في الصين - ) هو لاعب كرة قدم صيني في مركزي قلب الدفاع والدفاع. شارك مع منتخب هونغ كونغ تحت 23 سنة لكرة القدم ومنتخب هونغ كونغ لكرة القدم. أما مع النوادي، فقد لعب مع نادي جنوب الصين وMetro Gallery FC ‏ وهونغ كونغ رينجرز وYee Hope FC ‏.

## وصلات خارجية
- تشان واي هو على موقع قاعدة بيانات كرة القدم.إي يو (الإنجليزية)
- تشان واي هو على موقع ناشيونال فوتبول تيمز (الإنجليزية)
- تشان واي هو على موقع Soccerway.com (الإنجليزية)